# Volta a Llombardia 1926
La Volta a Llombardia 1926 fou la 22a edició de la Volta a Llombardia. Aquesta cursa ciclista organitzada per La Gazzetta dello Sport es va disputar el 31 d'octubre de 1926 amb sortida i arribada a Milà després d'un recorregut de 251 km.
La competició fou guanyada per segon any consecutiu per l'italià Alfredo Binda (Legnano-Pirelli) per davant dels seus compatriotes Antonio Negrini (Wolsit-Pirelli) i Ermano Vallazza (Legnano-Pirelli).
Binda guanya amb gairebé mitja hora d'avantatge respecte al segon classificat. Bottecchia acaba quart en punxar diversos cops en els kilòmetres finals i ser superat per Negrini i Vallazza. La prova es fa molt dura per la pluja i el fang.

## Classificació general
|    | Ciclista            | Equip                 | Temps        |
| -- | ------------------- | --------------------- | ------------ |
| 1  | Alfredo Binda       | Legnano-Pirelli       | 9h 52' 32"   |
| 2  | Antonio Negrini     | Wolsit-Pirelli        | + 29' 40"    |
| 3  | Ermanno Vallazza    | Legnano-Pirelli       | m. t.        |
| 4  | Ottavio Bottecchia  | Automoto-Hutchinson   | + 32'18"     |
| 5  | Umberto Brivio      | Individual            | + 33' 12"    |
| 6  | Domenico Piemontesi | Alcyon-Dunlop         | + 33' 26"    |
| 7  | Marco Giuntelli     | Individual            | + 35' 05"    |
| 8  | Secondo Martinetto  | Méteore-Wolber        | + 1h 01' 28" |
| 9  | Aimé Dossche        | Christophe-Hutchinson | m. t.        |
| 10 | Battista Gilli      | Individual            | + 1h 08' 28" |